# Bobby Riggs
Robert Larimore Riggs, conhecido como Bobby Riggs (Los Angeles, 25 de fevereiro de 1918 - Encinitas, 25 de Outubro de 1995), foi um tenista profissional estadunidense.
Como profissional teve seu auge no final da década de 1930, porém é mais conhecido pelo episodio e jogos da Batalha dos Sexos.

## Grand Slam

### Simples: 3 títulos, 2 vices
| Resultado | Ano  | Campeonato       | Piso   | Oponente       | Placar                  |
| Vice      | 1939 | Aberto da França | Saibro | Don McNeill    | 5–7, 0–6, 3–6           |
| Campeão   | 1939 | Wimbledon        | Grama  | Elwood Cooke   | 2–6, 8–6, 3–6, 6–3, 6–2 |
| Campeão   | 1939 | US Open          | Grama  | Welby Van Horn | 6–4, 6–2, 6–4           |
| Vice      | 1940 | US Open          | Grama  | Don McNeill    | 6–4, 8–6, 3–6, 3–6, 5–7 |
| Campeão   | 1941 | US Open          | Grama  | Frank Kovacs   | 5–7, 6–1, 6–3, 6–3      |

### Simples: 3 títulos, 3 vices
| Resultado | Ano  | Pro Slam Campeonato | Piso   | Oponente    | Placar                   |
| Vice      | 1942 | US Pro              | Grama  | Don Budge   | 2–6, 2–6, 2–6            |
| Campeão   | 1946 | US Pro              | Grama  | Don Budge   | 6–3, 6–1, 6–1            |
| Campeão   | 1947 | US Pro              | Grama  | Don Budge   | 3–6, 6–3, 10–8, 4–6, 6–3 |
| Vice      | 1948 | US Pro              | Grama  | Jack Kramer | 12–14, 2–6, 6–3, 3–6     |
| Vice      | 1949 | Wembley Pro         | Indoor | Jack Kramer | 6–2, 4–6, 3–6, 4–6       |
| Campeão   | 1949 | US Pro              | Grama  | Don Budge   | 9–7, 3–6, 6–3, 7–5       |